# 库尔迪加
库尔迪加（pronunciationⓘ）位于拉脱维亚西部，庫爾迪加市鎮的行政中心。
库尔迪加這名字於1242年被首次提及。1368年，库尔迪加加入汉萨同盟。17世紀，库尔迪加成為庫爾蘭其中一個首都。
库尔迪加是历史上汉萨同盟主要商业城市，其歷史中心被列入世界遺產名录。